# Bíró Yvette
Bíró Yvette, születési nevén Ungár Yvette, férjezett nevén Bíróné Ungár Yvette (Budapest, 1930. április 3. – ) Balázs Béla-díjas magyar filmesztéta, filmkritikus, forgatókönyvíró, az irodalomtudomány kandidátusa (1968).

## Életpályája
A Pesti Izraelita Hitközség Gimnáziumában tanult. 1965-tól 1973-ig a Filmkultúra főszerkesztője volt. 1968-tól 1973-ig több Jancsó-film készítésében működött közre dramaturgként, valamint dolgozott Mészáros Márta, Fábri Zoltán, Makk Károly és Fehér Imre filmjeiben is. Párizsba való távozása után több neves egyetemen (Párizs, Jeruzsálem, Berkeley, Stanford Egyetem) tanított, 1982 óta a New York Egyetemen oktat forgatókönyvírást. A közelmúltban[mikor?] több alkalommal Mundruczó Kornél alkotótársa volt.

## Magyarul megjelent művei
- Erich von Stroheim; Színháztudományi és Filmtudományi Intézet, Budapest, 1957
- A 10 éves Talpalatnyi föld. Szabó Pál Lakodalom, keresztelő, bölcső c. trilógiájának Dallos Sándor forgatókönyvéből készült filmváltozata; Színháztudományi és Filmtudományi Intézet, Budapest, 1959 (Filmművészeti tanulmányok Színháztudományi és Filmtudományi Intézet)
- A film formanyelve (1964)
- A film drámaisága (1967) (csehül is)
- Miklós Jancsó; előszó Andrei Wajda; Albatros, Paris, 1977 (Collection ca/cinema)
- Profán mitológia: A film és a mágikus gondolkodás (1990) és (1999) (angolul, franciául is)
- Filmkultúra, 1965-1973. Válogatás; vál., előszó Bíró Yvette, szerk. Zalán Vince; Századvég, Budapest, 1991
- A hetedik művészet: A film formanyelve – a film drámaisága (1994), (1998) és (2003)
- A rendetlenség rendje: Film/kép/esemény (Válogatott tanulmányok; 1996) és (1997)
- Egy akt felöltöztetése: Képzeletgyakorlatok (1996)[7]
- Siessünk lassan. Festina lente; Új Világ, Budapest, 1997 (Európai füzetek)
- Profán mitológia. A film és a mágikus gondolkodás; 2. jav. kiad.; Osiris, Budapest, 1999 (Osiris könyvtár. Film)
- Nem tiltott határátlépések: Képkalandozások kora (2003)
- Időformák: A filmritmus játéka (2005) (angolul is)
- Futó; Magvető, Budapest, 2011

## Díjai, elismerései
- Balázs Béla-díj (1995)
- Párhuzamos Kultúráért díj (2003)[8]